# Rue Bezout
La rue Bezout est une voie publique du 14e arrondissement de Paris, en France.

## Situation et accès

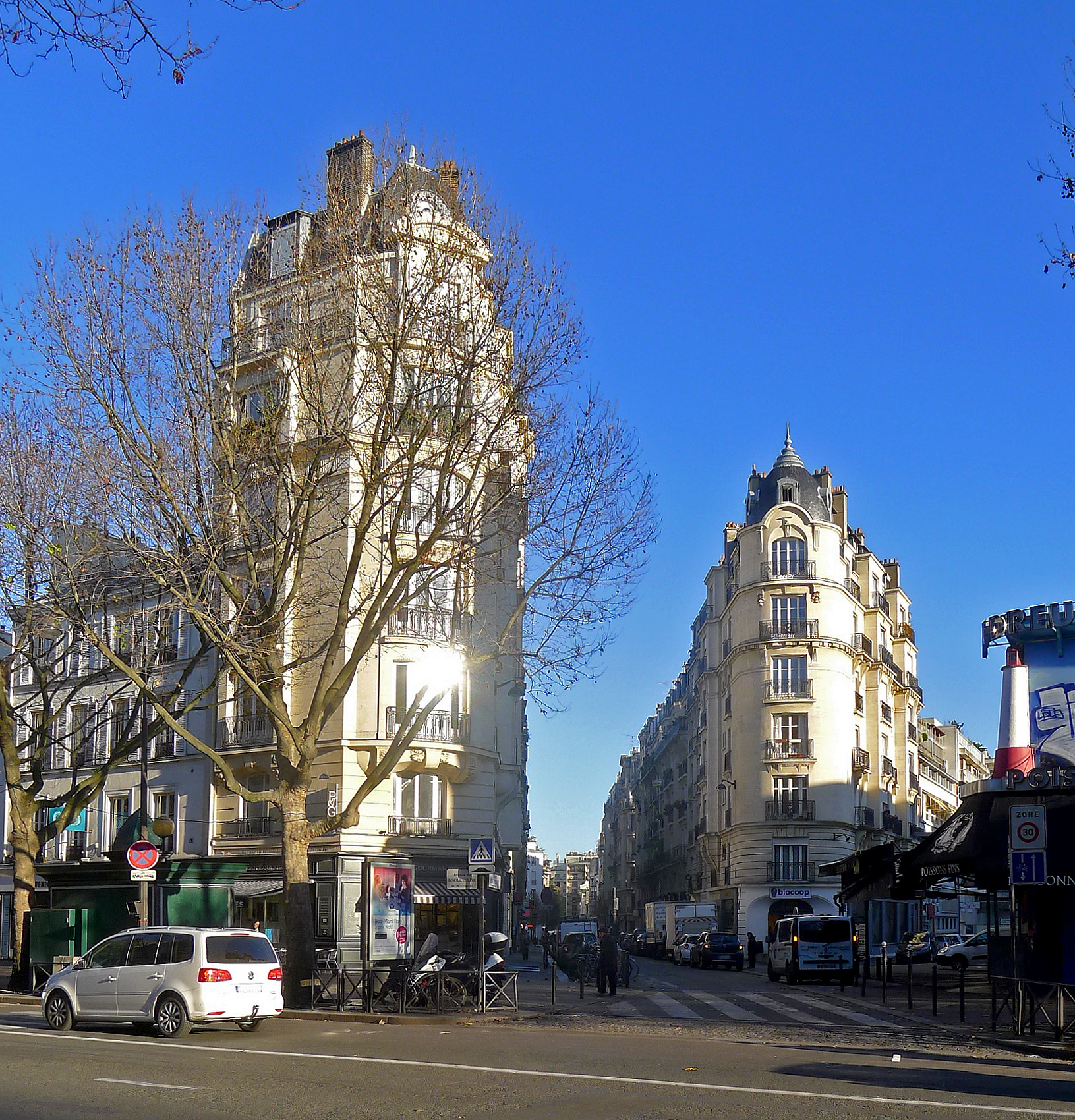
Rue Bezout vue depuis l'avenue du Général-Leclerc.

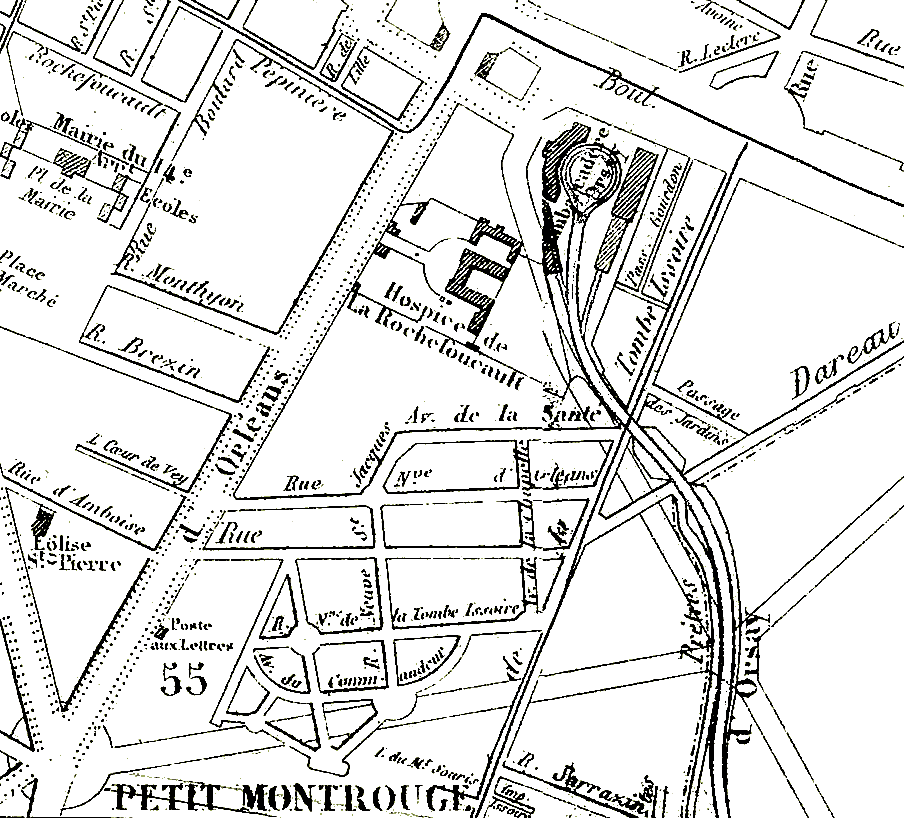
Plan du 14e arrondissement de Paris (extrait) d'Andriveau-Goujon, de 1868, sur laquelle la voie figure sous son ancienne dénomination rue Neuve-de-la-Tombe-Issoire.

Orientée est-ouest, la rue Bezout débute au 68, rue de la Tombe-Issoire et se termine au 67, avenue du Général-Leclerc.

## Origine du nom
Cette rue porte depuis 1867 le nom du mathématicien français Étienne Bézout (1730-1783).

## Historique
L'actuelle rue Bezout, ouverte avant 1846 sous la dénomination « rue Neuve-de-la-Tombe-Issoire » est une ancienne voie du Petit-Montrouge, territoire de la commune de Montrouge jusqu'à son annexion par Paris, effective en 1860. 

Le terrain acquis en 1826 par la société « Javal Frères » dans le but de le lotir est dit « Le Clos des Catacombes » (ou « enclos des Catacombes ») en raison de la présence de galeries souterraines abandonnées du secteur de la Tombe-Issoire des anciennes carrières de Montrouge et de l'utilisation de ces galeries comme ossuaire depuis le XVIIIe siècle.
La rue Bezout fait partie du village d'Orléans ou quartier d’Orléans ou quartier de la Commanderie, créé au cours des années 1830 par Léopold Javal par lotissement de terrains au sud de l’hospice de la Rochefoucauld (actuel hôpital La Rochefoucauld) entre la route d’Orléans (actuelle avenue du Général-Leclerc) et la rue de la Tombe-Issoire, 
La rue est ouverte entre le passage Montbrun et la rue de la Tombe-Issoire sous le nom de  « rue Neuve de la Tombe Issoire ». Elle figure sous cette dénomination sur les plans d'Andriveau-Goujon de 1846 et de 1868.
Elle est classée dans la voirie de Paris par décret du 23 mai 1863, comme toutes les voies annexées par la capitale et prend sa dénomination actuelle par décret du 27 février 1867.
En 1907, la rue est prolongée à l'ouest jusqu'à l'avenue d'Orléans.

## Bâtiments remarquables et lieux de mémoire
Le moulin à vent des Carrières figurant sur les plans de Jouvin de Rochefort (1675), de Roussel (1731) et sur la carte des Chasses (1764-1773) était situé vers le début de la rue Bezout.
- No 25 : atelier de Valentine Schlegel[5].

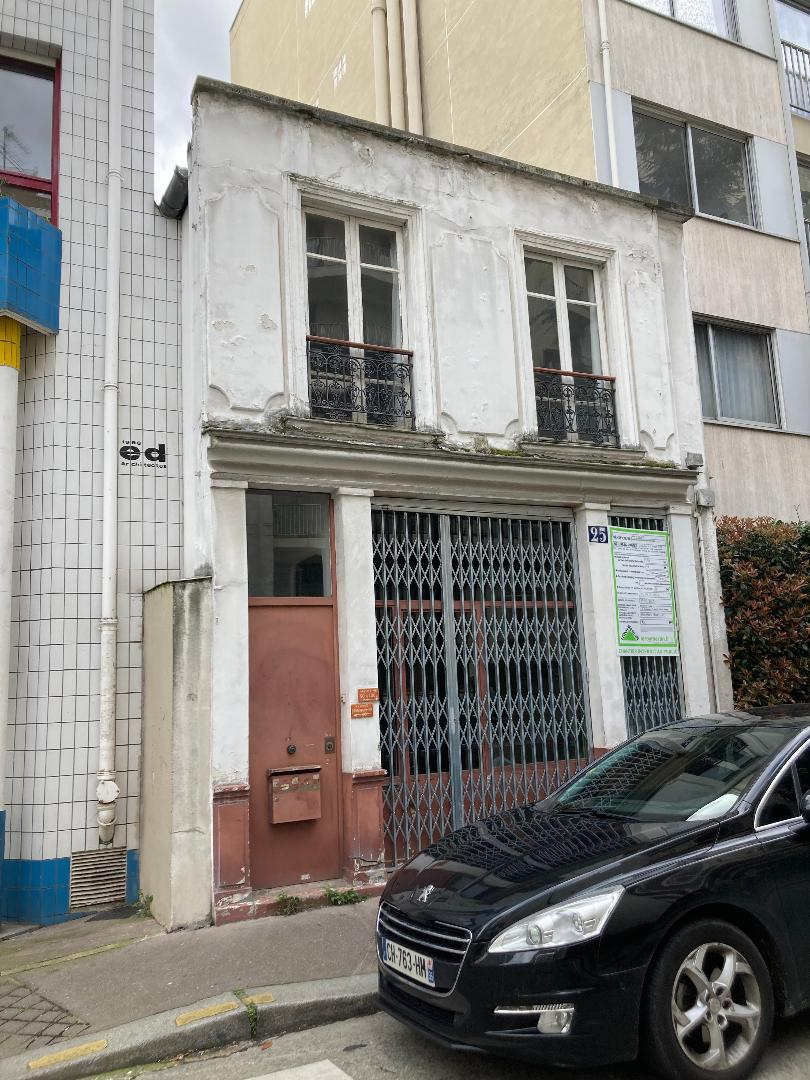
No 25, atelier de Valentine Schlegel .

### Dans la culture
L'héroïne de la bande-dessinée de Jacques Tardi, Adèle Blanc-Sec, habite au no 43.